# Vihjakansaari
Vihjakansaari är en ö i Finland. Den ligger i sjön Saimen och i kommunen Taipalsaari i den ekonomiska regionen  Villmanstrands ekonomiska region  och landskapet Södra Karelen, i den södra delen av landet, 200 km nordost om huvudstaden Helsingfors. Öns area är 62,5 hektar och dess största längd är 1,5 kilometer i nord-sydlig riktning.